# Josō wo Yamerarenaku Naru Otokonoko no Hanashi
Josō wo Yamerarenaku Naru Otokonoko no Hanashi (女装をやめられなくなる男の子の話?  lit. La historia de un chico que no puede dejar de vestirse de mujer) es una serie de manga de comedia romántica escrita e ilustrada por Kobashiko. La historia sigue al travesti secreto Kazu, cuyo amigo Masaru lo descubre mientras está vestido y piensa que Kazu se ha convertido en una mujer.
Kobashiko escribe la serie con temas de felicidad derivados de vestirse como uno quiere, y originalmente consideró escribir a Kazu como transgénero. Kobashiko lanza el manga a través de su cuenta de Twitter desde el 3 de octubre de 2020, y Kadokawa Shōten lo recopila en volúmenes impresos desde el 21 de mayo de 2021. La serie fue bien recibida por los lectores, quienes encontraron a Kazu lindo y atractivo.

## Premisa
Josō wo Yamerarenaku Naru Otokonoko no Hanashi es un manga de comedia romántica que sigue a Kazu, un joven que en secreto ha disfrutado de su afición al travestismo durante medio año. Contempla cómo le gustaría que lo llamaran lindo y lo trataran como si fuera una mujer, pero cómo le preocupa que alguien descubra que le gusta ser femenino, cuando su mejor amigo Masaru lo sorprende mientras usa ropa de mujer. Confundido por la apariencia de Kazu, Masaru malinterpreta la situación y pregunta si Kazu se ha convertido en una mujer como en el manga de cambio de género que a Kazu le gusta leer, y lo llama lindo; Kazu está tan contento por ello que empieza a trabajar diligentemente en mejorar sus habilidades de travestismo, pero sigue siendo interrumpido por Masaru cuando intenta explicar que no es una mujer.

## Producción y lanzamiento
Josō wo Yamerarenaku Naru Otokonoko no Hanashi está escrito e ilustrado por Kobashiko. Como disfruta de las historias de intercambio de género, originalmente había planeado escribir una historia sobre un personaje transgénero, pero decidió escribir sobre un personaje masculino que se vistiera como mujer después de decidir que Kazu no tiene que ser mujer para ser lindo. Escribió la historia con el tema de la felicidad que surge de vestirse como uno quiere, describiéndolo como algo que creen que es bueno para el alma, no solo para los travestis.
La serie se estrenó el 3 de octubre de 2020, y es lanzada por Kobashiko a través de su cuenta de Twitter. La editoria Kadokawa Shōten ha lanzado la serie impresa en volúmenes tankōbon recopilados bajo su sello MFC desde el 21 de mayo de 2021, el primero de los cuales incluye veinte páginas adicionales de ilustraciones.
| Volúmenes de manga publicados | Volúmenes de manga publicados | Volúmenes de manga publicados |
| Número                        | Fecha de lanzamiento          | ISBN                          |
| ----------------------------- | ----------------------------- | ----------------------------- |
| 1                             | 21 de mayo de 2021            | ISBN 9784047366503            |

## Recepción
Josō wo Yamerarenaku Naru Otokonoko no Hanashi es popular entre los lectores, a quienes les gustó su protagonista, llamando a Kazu atractivo y tan lindo que uno podría olvidar que no es una niña; la serie fue clasificada por Manga Navi como el décimo manga más popular sobre el travestismo de hombre a mujer en diciembre de 2021. A Excite News le gustó la serie, la describió como llena de lindos momentos, y disfrutó siguiendo la relación entre Kazu y Masaru a medida que se desarrolla.